# 厄德海姆
厄德海姆是德国巴登-符腾堡州的一个市镇。总面积21.24平方公里，总人口5979人，其中男性2996人，女性2983人（2011年12月31日），人口密度281人/平方公里。